# Leo Sachs
Leo Sachs (Ebraico: ליאו זקס; Lipsia, 14 ottobre 1924 – 12 dicembre 2013) è stato un biologo molecolare e ricercatore del cancro tedesco naturalizzato israeliano.
Ebreo tedesco, emigrò con la sua famiglia  in Inghilterra nel 1933 e successivamente in Israele nel 1952. Qui lavorò presso l'Istituto Weizmann, dove fondò il dipartimento di genetica. Fu un pioniere nella ricerca sul cancro, inoltre le sue ricerche negli anni cinquanta sull'utilizzo del fluido amniotico per analizzare le proprietà del feto fornirono le basi per la diagnosi prenatale delle malattie genetiche.

## Onorificenze
- Nel 1972 Sachs ricevette il Premio Israele per le scienze biologiche.[2]
- Nel 1980 ricevette il Premio Wolf per la medicina,[3], diventando così il primo scienziato israeliano a vincerlo, per i suoi contributi alla comprensione dei meccanismi di controllo e differenziazione delle cellule normali e cancerogene.
- Nel 1995 fu eletto membro straniero della National Academy of Sciences (NAS).[4]
- Nel 1996 Sachs ricevette il premio Ot Hanagid dal Shaare Zedek Medical Center di Gerusalemme, per i contributi alla ricerca sul cancro e gli studi della differenziazione cellulare nelle cellule staminali del sangue.[1]